# ロマンス詐欺

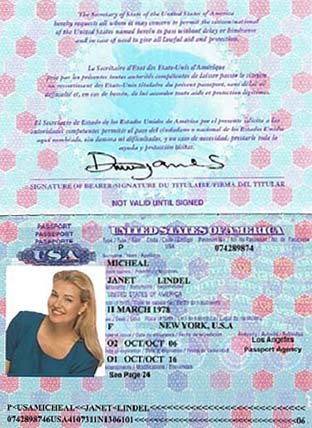
この偽造パスポートは、実際のインターネットロマンス詐欺で使用されたもの。第三者ならば明白に偽物と判断できうる。たとえば、このパスポートの写真サイズやポーズなどは基準に準拠していない。しかし、被害者らはしばしばこれらの誤りを見落としてしまっていた

ロマンス詐欺（ロマンスさぎ）は、主にインターネット上の交流サイトなどで知り合った相手を言葉巧みに騙して、恋人や結婚相手になったかのように振る舞い、金銭を送金させる特殊詐欺の一種。
国際ロマンス詐欺、国際恋愛詐欺などとも呼ばれる。代表的なものにはナイジェリア詐欺がある。送金した場合、現状では事後に金銭を取り戻せるすべはほぼない。
単独犯に限らず、詐欺団を結成している場合も多く、被害者を信じ込ませ、送金させるため、共謀して、友人や弁護士、空港係官などの役を演じて騙す。知り合ってから一年以上をかけて信用させて騙す場合もある。送金には、無休で国際送金できるウエスタンユニオンが使われることが多い。

## なりすます人物像
事例によると、男性なら英国人や米国人など、女性ならロシア人などになりすますことが多い。SNSなどのプロフィールとして使われる写真は、ルックスのいいモデルから、人柄の良さそうな一般人まで、インターネット上からランダムに採取し盗用したものがほとんどである。相手を警戒させないために、子供の写真を合成して子持ちの独身者を装ったり、被害者しか頼れないという状況を作るため、家族を亡くして孤独であるなどの悲話を作ったりもする。信用させるため、他人のウェブサイトや偽造したビジネスサイトを見せたりもする。
人工知能・AIの発展によりディープフェイクであたかも当人が存在するかのような動画・音声を作り出したと思われるケースもある。

## 送金までの流れ
SNSなどで知り合ったあと、メールやスカイプ、電話などを使って交流を深め、ロマンティックな甘い言葉を連発して、あたかも恋愛しているかのような気分にさせる。結婚を約束する場合もある。
数日から数か月後（なかには一年以上ののち）、大きな仕事が入った、病気になったなど、身辺状況が変わる何かが発生したことを切り出し、さまざまな理由をつけて、金銭を一時的に立て替えてほしいという状況を作る。信用させるために、偽造の契約書やパスポートなどを見せることも多い。
加害者は、被害者に近々会いに行くことを匂わせ、会ったときに返金すると約束するが、当日に事故や事件が起こったなどと理由をつけ、会いに来ることはない。そのまま連絡がなくなる場合もあれば、仲間の詐欺師が友人や弁護士を装って登場し、「恋人を救うため」と騙し、さらに金銭を送金させることもある。ガーナでは、現地に被害者を呼び出して身代金を請求した事例もある。マレーシアではフィリピン女性に招き寄せられた日本人男性がナイジェリア人の詐欺団に監禁された事件も起こった。

## 手口の例
- 結婚資金として小包で送った現金や親族への高価な贈り物が、積み替え港のマレーシア税関で差し押さえられ、その関税や解除金として送金してほしい[3][4]。
- 新たなビジネスのための機械を海外出張中に購入したが、持ってきたカードが使用できないため、代金を一時立て替えてほしい[3]。
- 自分の家族が難病なので、治療費として送金してほしい[3][4]。
- 被害者の婚約者が空港で警察に拘束され、弁護を頼まれたので、弁護費用を用立ててほしい（被害者を現地に呼び出し、直接現金をだまし取った例も）[3][4]。
- 軍を抜けるには金が必要で、日本へ行くためのプライベートジェット機代や滞在費を立て替えてほしい[10]。
- 家族が新型コロナウイルスの自宅謹慎政策を守らなかったとして拘束され、罰金を要求されているので立て替えてほしい
- （イエメンで勤めている国際連合の組織を）退職して日本で一緒に暮らしたい[11]

## 各国での被害状況

### 日本
警察庁の発表によると、2023年のロマンス詐欺の認知件数は1,575件、被害額は約177億円だった。被害が増加していることから初めて実施された調査である。調査によると、被害件数の7割以上が投資名目だった。被害者は男性が50代と60代、女性が40代と50代が多かった。
2023年12月、ロマンス詐欺の被害金の回収を謳い、弁護士の名義を使って被害金の回収業務を行ったなどとして、法律事務所所長を務める弁護士らが弁護士法違反容疑で逮捕された。回収見込みがないにもかかわらず、弁護士が高額の着手金を受け取るケースが全国的に多発しており、被害者が二次被害を受けている実態が浮き彫りとなった。今回の摘発は全国初のことである。

### アメリカ

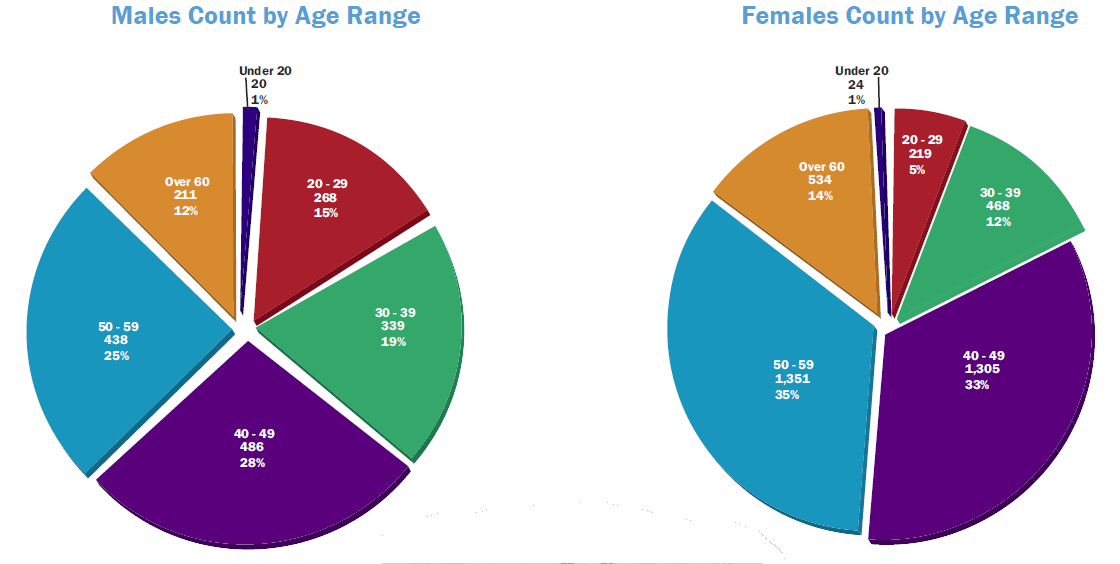
被害者の性別と年齢。IC3の2011年度インターネット犯罪レポートより。

アメリカではロマンス詐欺（Romance scam）が社会問題化し、テレビなどを通じて注意が喚起されている。2012年のIC3（FBIが管轄する米国インターネット犯罪申し立てセンター）の報告によると、全オンライン詐欺の10%がロマンス詐欺によるものであり、被害者の29%が50歳以上の女性だった。2012年の被害総額は、報告されているものだけで5,600万ドルにのぼる。
犯人はナイジェリアなどのアフリカ人、マレーシア人、カナダ人が多く、アメリカ人になりすまし、金銭を送金させる。報告のある被害者は中年女性が最多だが、男性被害者も、恥ずかしさから他言しないだけで、その実数はかなりあると見られている。手口はほぼ日本の例と同じで、盗んだ写真や嘘のプロフィールをオンライン・デート・サイトなどに載せ、被害者と交流の末、会いに行く旅費などの口実で金銭を送金させ、姿を消す。詐欺と気付くまでの期間に、セクシーな画像や動画を相手に送付している被害者もあり、送金詐欺ののちに、それをネタに脅迫を受けるケースもある。
被害に遭った場合は、以下へ通報するよう推奨されている。
1. ウエスタンユニオンで送金した場合、同社へ。金銭は取り戻せないが、使用されたアカウントが監視される。
2. インターネット犯罪申し立てセンター（IC3）[17]
3. 連邦警察
4. ロマンス詐欺の専門サイト

2019年2月、2018年中のロマンス詐欺の被害数が2万1000件に達したと連邦取引委員会が発表した。これは2015年の8,500件の2倍以上であり、被害額も1億4,300万ドルと2015年の3,300万ドルから1億ドル以上も増加した。被害額の中央値は2,600ドルで、40歳から69歳では20代の倍、70歳以上では1万ドルに達していた。

### カナダ
連邦詐欺防止センター（CAFC）によると、2012年中に報告のあった被害は1,460件。被害総額は他のどの詐欺よりも多額で、約1500万ドル。全被害者のうちほぼ70%が40〜50歳代。独身または最近関係が破綻した女性の被害者が多い。地区の警察ないしはクライムストッパーズへの報告が推奨されている。

### コロンビア
2023年、コロンビアのメデジン一帯では男性観光客がデートアプリを利用して女性に会いに行き、金品を奪われたり殺害される事件が多数発生。アプリを通じて女性と知り合いメデジンを訪れたアメリカ人男性は、2か月間で8人が殺害された。在コロンビアアメリカ米国大使館は、デートアプリを利用した異性との出会いに注意するように旅行警報を発令した。